# Rumah Kinangkung Suka Piring
Rumah Kinangkung Suka Piring is een bestuurslaag in het regentschap Deli Serdang van de provincie Noord-Sumatra, Indonesië. Rumah Kinangkung Suka Piring telt 358 inwoners (volkstelling 2010).